# Кларендон (округа)
Кларендон (англ. Clarendon Parish, ям. креол Klarindan Parish) — округа (парафія), розташована в південній частині острова Ямайка. Входить до складу неофіційного графства Мідлсекс. На сході межує з округою Сент-Кетерин, на півночі — з округою Сент-Енн, на заході — з округою Манчестер.
Столиця — містечко Мей-Пен.